# カネッリ
カネッリ（伊: Canelli）は、イタリア共和国ピエモンテ州アスティ県にある、人口約10,000人の基礎自治体（コムーネ）。

## 地理

### 位置・広がり
| 隣接するコムーネは以下の通り。括弧内のCNはクーネオ県所属を示す。 - ブッビオ - カラマンドラーナ - カロッソ - カッシナスコ - ロアッツォーロ - モアスカ - サン・マルツァーノ・オリヴェート - サント・ステーファノ・ベルボ (CN) |

#### 地震分類
イタリアの地震リスク階級 (it) では、4 に分類される

## 行政

### 分離集落
カネッリには、以下の分離集落（フラツィオーネ）がある。
- Sant'Antonio, Merlini, Santa Libera, Ceirole, Serra Masio, Braglia, Stazione, Fello, Secco, San Giovanni, Dota

## 姉妹都市
カネッリは以下と姉妹都市である。
- メンフィ, イタリア
- ピアッツァ・アルメリーナ, イタリア
- Mezőtúr, ハンガリー